# Arhivalije
Arhivalije (novolatinski archivalia), spisi, povelje, dokumenti i drugi materijali nastali kao rezultat rada nekog tijela, javne ili privatne institucije ili osobe kao svjedočanstvo o njezinom djelovanju i funkcioniranju, koji se čuvaju u arhivu, arhivsko gradivo. Cjelina svih arhivalija jednog tijela, institucije ili osobe čini arhivski fond.